# コーン (バンド)
コーン（Korn、KoЯn、KoRn表記もあり）は、アメリカ合衆国のメタルバンド。カリフォルニア州ベーカーズフィールド出身。

## 概略
1989年にジェームズ "マンキー" シェイファー、フィールディ、デイヴィッド・シルヴェリアらが前身となるバンドL.A.P.D.を結成。ボーカルのドラッグ中毒により解散しブライアン "ヘッド" ウェルチを加えてCreepというバンド名で再び始め、1993年にジョナサン・デイヴィスをボーカルに迎えてコーンと名乗るようになる。1994年にイモータル・レコードからデビュー。

### 音楽性
ヘヴィメタルにヒップホップの要素を加えた、いわゆるニューメタル、ラップメタルと呼ばれるミドルテンポのビートと重低音を著しく強調したものであるが、ラップをロックに取り入れる形ではなくヒップホップ的な曲調やタメ感を取り入れるというリンプ・ビズキットやレイジ・アゲインスト・ザ・マシーンとはまた違ったアプローチの仕方である。
徹底的に低くされた7弦ギター（7弦=A）や殆ど打楽器と化している5弦ベース（5弦=A）の音、ジョナサンの泣き叫ぶような異常なボーカルスタイルは多くのファンを勝ち取ったが、あまりにもコーンに似たバンドが巷に溢れかえったためバンドはしばしばアルバムごとに作風を変えることとなった。
ジョナサン・デイビスは、4.4オクターブの高音域を擁するテノールである（A1からE6）。彼は喉音で知られるが、ボーカルスタイルにはスキャットやラップの要素が垣間見られる。
ダークな世界観を持った歌詞も特徴的で、これはジョナサンが幼少時に家族や友人に過度の虐待を受けていたこと、若い頃に葬儀屋の死体防腐処理の仕事をしていたことが影響しているとされる。
創作活動に活発的なバンドであり、現在もデビュー当時と変わらないペースでアルバムをリリースし続けている。作詞作曲に関しても非常にワーカホリックなことでも知られ、ツアー中も常に曲を書きためてはツアーバスとは別にDAW環境を完備した大型バスを1台随伴させ、その中で曲のデモや時にはアルバムの本テイクを撮り貯めるという60年代のロック・ミュージシャンさながらの活動スタイルを取っている。
メタリカ、ニルヴァーナ、レッド・ツェッペリン、アリス・イン・チェインズ、セパルトゥラ、フェイス・ノー・モア、レッド・ホット・チリ・ペッパーズ、サウンドガーデン、デュラン・デュラン、フィア・ファクトリー、カテドラル、リヴィング・カラー、ヘルメット、レイジ・アゲインスト・ザ・マシーン、スレイヤー、ピンク・フロイド、プライマス、トゥール、ミニストリー、Mr. Bungle、バイオハザード、ナイン・インチ・ネイルズ、パンテラ、ビースティ・ボーイズ、ブラック・サバス、N.W.A.、アンスラックス、ジェーンズ・アディクション、キャメオなどからの影響があるという。ヒップホップからも多大な影響を受けている。

## メンバー
ボーカル：ジョナサン・デイヴィス
- (Jonathan Houseman "HIV" Davis)（誕生日：1971年1月18日 - ）(加盟年：1992- )

ギター：マンキー
- (James Christian "Munky" Shaffer)（1970年6月6日 - ）(1992- )

ギター：ヘッド
- (Brian Phillip "Head" Welch)（1970年6月19日 - ）(1992-2005, 2013- )

ベース：フィールディ （活動休止中）
- (Reginald "Fieldy" Arvizu Jr.)（1969年11月2日-）

ドラム：レイ・ルジアー
- (Ray Luzier)（1970年6月14日 - ）(2008- )

### 元メンバー
- ドラム：デイヴィッド・シルヴェリア (David Randall Silveria)（1971年9月21日 - ）(1992-2007)

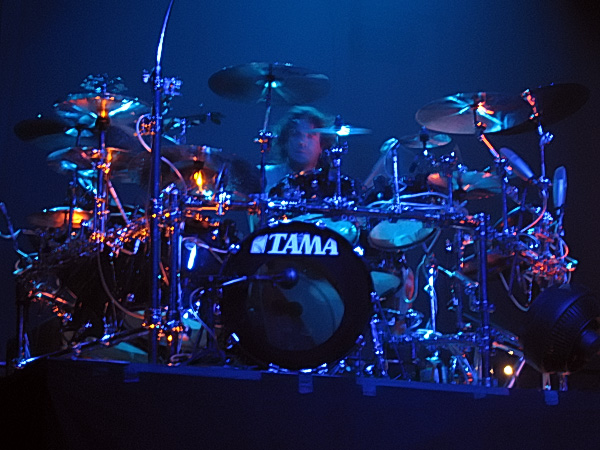
デイヴィッド・シルヴェリア (Dr)

### サポートメンバー
- ギター：ロブ・パターソン (ex. Otep)
- ギター：クリスチャン・オールド・ウォルバース (ex. Fear Factory)
- ギター：クリント・ロウリー (Dark New Day)
- ギター：シェーン・ギブソン (Stork/Defable)
- ドラム：テリー・ボジオ (Frank Zappa)
- ドラム：ブルックス・ワッカーマン (Bad Religion)
- ドラム：ジョーイ・ジョーディソン (Slipknot/Murder Dolls/Anal Blast)
- ベース：ラ・ディアス (Suicidal Tendencies)

## バンド名の由来とロゴ
バンド名はトウモロコシの英称 "Corn" に由来し、「とあるゲイのカップルが、お互いの局部を愛撫し合っているときに一方が脱糞し、もう一方の口にコーン入りの大便をぶちまけた」という話を知っている人間に対し「コーン!!」と言うと気分を害したのでこの名前にした。コーンの前身であるメタル・バンド「L.A.P.D」のファンがこの名前を提案したが最初は却下された。後にメンバーのマンキーがスペルの "C" を "K" にし、"R" の字を左右反転して "Я" にすることを提案した。
当時のマネージャーが「こんな名前では契約が取れない」と訴えたところ、バンド側から「この名前でなければお前の名前をバンド名にする」と言われ結局そのまま契約を獲得。
元メンバーのデイヴィッドはこのバンド名について、「バンド名なんかどうでもいい、馬鹿な名前だが曲が良ければクールに聴こえてくる」とコメントを残している。
バンド名「KoЯn」のロゴは、ジョナサンが左手でクレヨンを持ち、一気に書き殴ったもの。現在このロゴは過去に比べ、縦長で使用される事が多い。website等では "Я" の代わりに大文字のRを用い「KoRn」と表記する場合もある。

## 交友関係
人脈が広く、上記のアーティストのほかにも、リンプ・ビズキットやスリップノット、メタリカ、オジー・オズボーン、デフトーンズ、ザ・キュアー、リンキン・パーク、エヴァネッセンス、オージー、ディルアングレイ、ラムシュタインなど多数のバンドと交流があるほか、スヌープ・ドッグ、リル・ジョン、イグジビット、デイヴィッド・バーナーらのラッパーが、PVに出演している。
近年はジョナサンがブロステップなどのエレクトロニック・ミュージック、ダンス・ミュージックに傾倒していることもあり、元々From First To Lastのボーカリストとしての付き合いも有ったスクリレックスなどのブロステップアーティストとも、コラボレーションアルバムをリリースするなど親交が深い。

## ディスコグラフィ

### オリジナルアルバム
※太字はシングルカットされた楽曲。また、シングルカットされた楽曲の殆どはミュージックビデオが制作されている。

#### Korn
ヘヴィ・メタル界に衝撃を与えたデビュー作で、テレビメディアなどの力を借りずに、口コミのみで70万枚も売り上げた。
「Blind」はライヴでは印籠代わりの定番曲。
プロデューサーは、彼らと共に頭角を現した、ロス・ロビンソン。
アルバムのラストを飾る曲 "Daddy" は虐待などに関するジョナサン自身の家族問題について綴った曲。バンド結成20周年を記念する1stアルバム再現ツアーまで、ジョナサンの精神的負担を考慮して過去ライブで3回しか演奏されていなかった。その時ジョナサンが演奏中泣き崩れてしまいまともに歌えなかったため、いずれも完奏せずに終わっている。

#### Life Is Peachy
製作期間たったの4か月（実際はもっと短いようである）で作ったアルバム。
2トラック目の "Chi" はデフトーンズの元ベーシストである故Chi Cheng（チ・チェン）のファーストネームに由来するものであり、当初彼はこの曲を「レゲエだ」と評したので、遊びの意味合いも込めてこのタイトルになった。
"K@#O%!" は、女性器を意味する "Cunt" を "Kunt" と捩り、さらに頭文字以外をすべて伏字にしたもの。歌詞の半分以上が猥褻語、放送禁止用語で構成されており、それらを消音、または被せ音するとボーカル付きの楽曲として成り立たなくなってしまうという代物である。この曲はもともとラジオでバンドの曲がかけて貰えないことに腹を立てたジョナサンがラジオ局への嫌がらせのつもりで作った曲。
ジョナサンは、アルバム全体の出来に不満があるらしい。
プロデューサーは、前作と同じくロス・ロビンソン。

#### Follow The Leader
アルバム名の意味は「リーダーに続け」。Kornのまね事をするフォロワー・バンドたちに嫌気がさしたバンドが、作風を変えつつこのようなタイトルや、アルバムアートワークに描かれる「少女が崖に飛び出す」というイラストを描くことで、「危険な自分たちの賭けにお前たちフォロワーはついて来られるか？」といった挑発と、嫌味を表現することとした。
前作からポップな方向へ大きく方向性を変えた作品だが、全作品中最高のセールスを記録した。
この作品の収録中、突然ジョナサンが「俺は酒とドラッグをやるまで歌わない」と発言し始めた。ジョナサンの命の危機を感じたメンバーは、すぐさまレコーディングを強行。ジョナサン曰く、「一番製作が辛かった」。
本作品には、数名のミュージシャンがゲスト参加しており、元N.W.Aのアイス・キューブやLimp Bizkitのフレッド・ダーストをゲスト・ボーカルに迎えている。
CD版のみ最初の12トラックは無音であり、曲は13曲目から始まるようになっている。（アナログ盤は通常通りに始まる）
プロデューサーは、スティーヴ・トンプソンとトビー・ライト。ミキシングは、次作でプロデュースを担当することになったブレンダン・オブライエンが担当している。

#### Issues
前作からさらに作風を変え、ゴシックでダークな作風に移行した作品。
この作品から、ジョナサンの泣き叫ぶようなボーカルスタイルが退行し、メロディ重視になっていった。
本作品には、おまけとしてミニ音源「All Mixed Up」が付属している。
なお、4種類のジャケットデザインが存在する。これは、ファンからカバー・デザインを募ったものであり、その中から特に優秀な4作が選ばれた。一番有名なぬいぐるみのジャケットは、実際にラグドールになって販売されたこともあった。
ジョナサンが断酒をしてレコーディングをした、初めてのアルバム。
プロデューサーは、パール・ジャム、レイジ・アゲインスト・ザ・マシーン、ブルース・スプリングスティーンなどを手がけた、ブレンダン・オブライエン。

#### Untouchables
プログレッシヴな作風が、今までで最大の物議をかもした。
Korn特有のルサンチマン傾向は完全になくなり、音楽が大幅に激変した意欲的な本作であるが、発売日前に音源がインターネットにリークされた影響もあり、売り上げが落ち込んだ。
プロデューサーのマイケル・バインホーンとは、サード期に一度険悪な形で決裂しており、本作の製作において再度組むことをバンドが持ちかけた。ジョナサンとマイケルが常に激しい衝突を繰り返し、製作はかなり難航したというが、ジョナサンは良い経験になったと語っている。
ジョナサンは、このアルバムでボーカルトレーニングを行い、以後の歌唱法が変化している。

#### Take A Look In The Mirror
バンド初のセルフ・プロデュース作品。
原点回帰をテーマとし、全作品中もっともヘヴィな音圧を持つが、売り上げは前作よりさらに落ち込んだ。理由は、前作でリーク音源が流出した失敗から違法コピーを恐れ、対策としてCD売り出しを前倒しにしてしまい、販売側とのやり取りが上手くいかなかったからといわれている。
それでもミリオン・ヒットは叩きだしている。
「Play Me」には、ニューヨーク出身のであり、Jay-Zと覇権を争ったラッパー、NASが参加している。
本作収録の「Did My Time」は、映画「Tomb Raiders 2」のテーマ曲となり、PVにはアンジェリーナ・ジョリーが登場している。
最終トラックの「When Will This End」は、長い無音の後、隠しトラックとしてメタリカの「One」をカバーしたライブ音源が収録されている。

#### See You On The Other Side
ヘッド脱退後、最初に発表された作品であり、ヴァージン移籍第1弾。
スラップベースが聴こえなくなったり、ギタリストの脱退を逆手に取ったかのように、後ろにギターを引いたようなサウンド、今までにないポジティヴな歌詞、ポップなメロディ・ラインなどといった要素は、今までのKoRnのイメージを悉く突き崩すものであったが、爆発的にセールスを伸ばした。
プロデューサーは、ザ・マトリックスとアッティカス・ロス、ジョナサン・デイヴィス。

#### Untitled
デイヴィッドがいない3人編成の状態で製作を敢行したアルバム。
サポートドラムとして、テリー・ボジオとバッド・レリジョンのブルックス・ワッカーマンを迎えたほか、音源収録の段階でザック・ベアードのキーボードを導入するなど、外部のミュージシャンがたくさん介入した作品。
タイトルは「Untitled」というタイトルなのではなく、「アルバムにレッテルを貼りたくない。ファンが呼びたい様に呼べばいい」との意図でタイトルそのものがついていない。そのため、ネット販売やシングルのアルバム出展で「タイトル未定」「無題」「タイトルなし」、1作目のタイトルと同じく「Korn」と表記されるなど、ややこしくなるといった弊害が生じている。（邦題に限り正式に『無題』としてリリース）
プロデューサーは、前作に引き続きアッティカス・ロス（パーカッションも担当）。ザ・マトリックスも最初は参加していたが、方向性が合わず、途中でロス一人に絞った。
Korn史上初、オフィシャルの歌詞が掲載された。なお、これは日本盤のみの特典で、海外盤には従来の通り歌詞の記載はない。
ジャケットのアートワークは、Hull生まれの版画家、Richard A. kirkが担当。

#### Korn Ⅲ: Remember Who You Are
新ドラマー、レイ・ルジアーが加わり、ロードランナー移籍後第一弾であり、1st、2ndアルバムに続く3度目のロス・ロビンソン、プロデュース作品。
「原点回帰」をコンセプトとし、1stアルバム当時の音を追求するため、現代のレコーディングの主流であるProToolsやDAW環境といったデジタルレコーディング技術をあえて使用せず、アナログトラックでレコーディング、マスタリングを行うという徹底したこだわりをみせる。
タイトルの「Korn Ⅲ」は、「このアルバムがKORNにとっての本当の3rdアルバム」という意味を持つ。元はレコーディングを進めるための仮タイトルだったが、そのまま正式に採用された。
ジャケットのアートワークは、フォトグラファーDean Karrが担当。

#### The Path of Totality
エグゼクティブ・プロデューサーはジョナサン・デイヴィス。
Skrillex、Excision、Datsik、Noisia、Kill the Noise、12th Planetなど、多くのブロステップDJ、エレクトロニックプロデューサーとの異色コラボレートアルバム。
実験として制作された、Get Up!を含む数曲をEPでリリースする予定であったものをジョナサンの意向でフルアルバムとして発表された。
一部を除く殆どのドラムパートはドラムマシンを使った打ち込みであり、レイのキットから制作した音をSkrillexらのDJがトリガリングしている。
2011年、夏の東南アジアツアーで滞在した日本を含む各国のホテルで歌詞を書き溜め、部屋のクローゼットの中でヴォーカルのレコーディングが行われた。
リリックビデオも含め、現在このアルバムからのシングル曲で合計７つのミュージック・ビデオが制作された。

#### The Paradigm Shift
2005年より脱退状態にあったギタリストのヘッドを『テイク・ア・ルック・イン・ザ・ミラー』以来10年振りに再度迎え入れて制作し、プロデューサーとしてリンキン・パーク等を手掛けたドン・ギルモアを指名した。
Kornが長年所属しているマネージメント会社Prospect Parkのレーベル部門への移籍後第一弾アルバム。Prospect Parkは流通機能を持たず、Universal Music傘下のCarolineにCD流通を委託しているため国内盤はユニバーサルインターナショナルより発売。（今後Prospect Parkを足場にほぼ自主レーベルのような形でやっていくということが正式にアナウンスされている。）
題名のザ・パラダイム・シフトには「アート作品をひとつのアングルから見ると、ある特定のイメージを得られる。また別のアングルから見ると、まったく異なるイメージになる。」という意味合いが込められている。

#### The Serenity of Suffering
ロードランナーレコードと再び契約を結びリリース。
プロデューサーはFoo Fighters、 Deftones、 Mastodon等を手掛けたニック・ラスクリネクツ。
「A Different World」にはSlipknot/Stone sourのボーカリスト、コリィ・テイラーがゲスト参加している。
アートワークはコンテンポラリーアーティスト、ロン・イングリッシュ。

#### The Nothing
輸入盤はロードランナー/Elektra、日本国内盤はワーナーミュージック・ジャパンよりリリース。
プロデューサーは前作に引き続きニック・ラスクリネクツ。
ジャケットのアートディレクション、デザインはTNSN DVSNが担当。
タイトルのThe Nothingはジョナサンによると映画NEVER ENDING STORYの悪役の名前から触発されて付けたとされている。
ジョナサンの妻であるDeven Davisの死後に最初に録音されたアルバムで、The End Beginsの後半などで感情的な泣き声が録音されているのはその影響によるもの。Finally Freeの歌詞にも反映されている。

#### Requiem
全9曲でトータルタイム32分（日本盤のみボーナス・トラック１曲を除く）という過去最も短い収録時間のスタジオアルバム。
2021年4月の時点でアルバムが完全に書き上げられたが、COVID-19の流行によるツアーキャンセルでアルバムをアレンジできる時間に余裕が生まれ、通常なら課せられるはずの厳しい時間制約が緩和されたという。
『The Serenity Of Suffering』以降の作品にエンジニアとして活動を共にしてきたChris Collierが初めて共同プロデューサーとして参加。
アルバムのベーストラックはフィールディの活動休止発表前にレコーディングされたもので彼のテイクが使用されている事が確認されている。

### ベスト・ライブ盤
- グレイテスト・ヒッツ Vol.1 - "Greatest Hits Vol.1" (2004)
- ライヴ&レア - "Live & Rare" (2006)
- MTVアンプラグド - "MTV UNPLUGGED" (2007)
- ザ・ヴェリー・ベスト・オブ・コーン - "The Very Best Of Korn" (2008) 国内版未発売

### VHS/DVD/Blu-ray
- フー・ゼン・ナウ? - Who Then Now? (1995) VHS
- デュース - Deuce (2002) VHS/DVD（『フー・ゼン・ナウ?』を同時収録）
- Korn Live (2002) VHS/DVD
- Live On The Other Side (2006) DVD/Blu-ray ※国内盤未発売
- Live At Montreux 2004 (2008) DVD/Blu-ray
- The Path Of Totality Tour: Live At The Hollywood Palladium (2012) DVD/Blu-ray

## 特記事項
- Kornの曲には、公式の歌詞が掲載されていない（日本盤などで掲載されているものもあるが、それはレコード会社が独自に聴き取ったもの）。これは、バンド側が意図して掲載しないためである。ジョナサンはこれに関して、「目で読むのではなく、耳で聴いてほしい」と発言している。また、ジョナサンは他人が聴き取った歌詞を読むのが好きで、それに関したコメントを残している。
- リンプ・ビズキットは、コーンに見出されてデビューした経緯がある。コーンと共に頭角を現したプロデューサーのロス・ロビンソンは、他にスリップノットなどのプロデュースもこなしている。
- ジョナサンは、以前SexArtというバンドで活躍しており、バンドのコンセプトは「Ministry・ミーツ・パール・ジャムぶっ潰しバンド」というものであった。後にジョナサンは、当時ブレイクしていたパール・ジャムを毛嫌いしていたことを明かした。しかし、パール・ジャムと同じグランジバンドでは、ニルヴァーナやアリス・イン・チェインズのアンプラグドを好んで聴いている。また、「グランジ・バンドでは、ニルヴァーナ、アリス・イン・チェインズ、サウンドガーデン、パール・ジャムぐらいしか良いのが無かった。」という発言を残している。
- TVアニメ「サウスパーク」のシーズン3第12話「Korn's Groovy Pirate Ghost Mystery（邦題:世にも奇妙な海賊お化け）」（1999年10月27日放送）に、ハロウィンのサウスパークに演奏に来るバンドとしてKornが登場する。典型的な子供向けアニメのヒーローたちのパロディで、ハンナ・バーベラ風のかわいらしい絵柄で描かれている。

## 来日公演

### 単独公演
- Japan Tour 1999（1999年）
  - 2月4日 大阪 Zepp大阪
  - 2月5日・6日 浦安 東京ベイNKホール
- KORN JAPAN TOUR 2006（2006年）[11]
  - 4月18日・19日・20日 東京 Zepp Tokyo
    - Opening Act：10 Years、acid android（19日のみ）
- KORN III：Remember Who You Are Japan Tour 2010（2010年）[12]
  - 10月14日 大阪 Zepp大阪
  - 10月15日 東京 STUDIO COAST
- The Serenity of Suffering Tour（2018年）
  - 3月27日 名古屋 Zepp名古屋
  - 3月28日 大阪 Zepp大阪ベイサイド

### フェス
- FUJI ROCK FESTIVAL '98'（1998年）[13]
  - 8月2日 東京 東京ベイサイドスクエア
- ソニックマニア'04（2004年）
  - 1月31日 大阪 インテックス大阪
  - 2月01日 千葉 幕張メッセ
- Loud Park 10（2010年）
  - 10月16日 埼玉 さいたまスーパーアリーナ
- サマーソニック2011（2011年）[14]
  - 8月13日 千葉 幕張メッセ マウンテン・ステージ　クロージング・アクト
  - 8月14日 大阪 舞洲スポーツアイランド　オーシャン・ステージ
- KNOTFEST JAPAN 2014（2014年）
  - 11月6日 千葉 幕張メッセ 国際展示場 展示ホール9-10-11
- Ozzfest Japan 2015（2015年）
  - 11月21日 千葉 幕張メッセ 国際展示場 展示ホール9-10-11
- Vans Warped Tour JP 2018（2018年）[注 1]
  - 3月31日 千葉 幕張メッセ 国際展示場 展示ホール9-10-11
- KNOTFEST JAPAN 2023（2023年）
  - 4月2日 千葉 幕張メッセ 国際展示場 展示ホール9-10-11